# 28146 Nackard
28146 Nackard è un asteroide della fascia principale. Scoperto nel 1998, presenta un'orbita caratterizzata da un semiasse maggiore pari a 2,2740435 au e da un'eccentricità di 0,0903067, inclinata di 4,59353° rispetto all'eclittica.